# Besson, Allier
Besson är en kommun i departementet Allier i regionen Auvergne-Rhône-Alpes i de centrala delarna av Frankrike. Kommunen ligger  i kantonen Souvigny som ligger i arrondissementet Moulins. År 2022 hade Besson 746 invånare.

## Befolkningsutveckling
Antalet invånare i kommunen Besson
Referens: INSEE